# Гестхахт

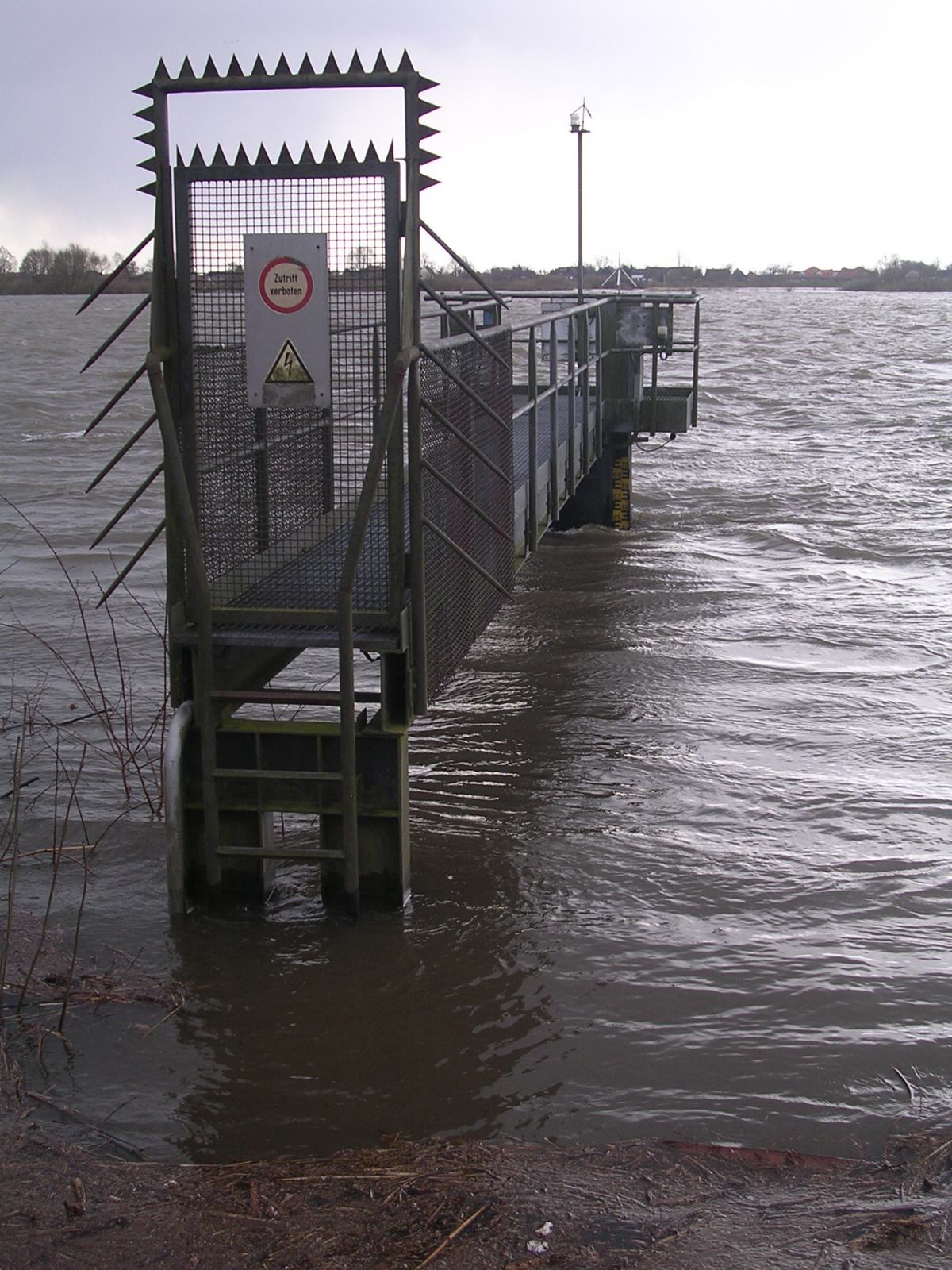
Гестхахт

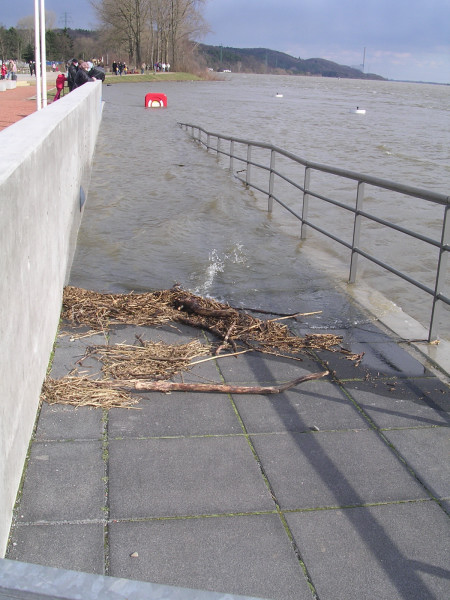
Гестхахт

Гестхахт (нем. Geesthacht) — город в Германии, в земле Шлезвиг-Гольштейн. 
Входит в состав района Герцогство Лауэнбург.  Население составляет 29 228 человек (на 31 декабря 2010 года). Занимает площадь 33,18 км². Официальный код  —  01 0 53 032.